# Potentilla multicaulis
Potentilla multicaulis är en rosväxtart som beskrevs av Aleksandr Andrejevitj Bunge. Potentilla multicaulis ingår i Fingerörtssläktet som ingår i familjen rosväxter. Inga underarter finns listade i Catalogue of Life.